# Myriem Foncin
Myriem Foncin (Paris, 2 de maio de 1893 - Cavalaire-sur-Mer, 5 de janeiro de 1976), foi uma geógrafa e bibliotecária francesa.

## Biografia
Graduada em letras e ciências, graduada em história e geografia durante a Primeira Guerra Mundial e como tal pioneira na intervenção das mulheres na geografia universitária francesa, a primeira em particular a ser publicada nos Annales de géographie, Myriem Foncin foi posteriormente Chefe Honorária Curadora do Departamento de Mapas e Planos da Biblioteca Nacional da França em Paris. Ela passou toda a sua carreira na Biblioteca Nacional da França, incluindo 26 anos à frente do departamento de mapas e plantas. É a segunda filha do grande geógrafo francês Pierre Foncin (1841-1916).